# Preußische P 0
Die Lokomotivgattung P 0 der Preußischen Staatseisenbahnen war eine Splittergattung mit nur einer einzigen Maschine.
Die Schlepptender-Personenzuglokomotive mit der Achsformel 1A1 wurde 1874 von F. Wöhlert für die Berlin-Görlitzer Eisenbahn-Gesellschaft gebaut und trug die Fabriknummer 549; sie wurde zusammen mit einer baugleichen Schwestermaschine an die Bahngesellschaft ausgeliefert. Dort erhielt sie die Betriebsnummer 59 und wurde fortan im Personenzugdienst eingesetzt.
1882 ging die Berlin-Görlitzer Eisenbahn in das Eigentum des Staates Preußen über und wurde damit Teil der Preußischen Staatseisenbahnen; die insgesamt 14 vorhandenen 1A1-Personenzuglokomotiven wurden übernommen, die bisherige Nr. 59 erhielt die neue Betriebsnummer Berlin 68. In den Folgejahren wurden die rasch veraltenden Lokomotiven nach und nach ausgemustert. Bei Einführung des Bezeichnungsschemas 1905 war schließlich nur noch die einstige Nr. 59 übrig, die zugleich auch die letzte 1A1-Personenzuglokomotive der Preußischen Staatsbahnen überhaupt war. Eigens für sie wurde die ihrer geringen Leistung entsprechende Gattungsbezeichnung P 0 eingeführt. Sie erhielt die neue Betriebsnummer Berlin 1501 und wurde noch bis 1908 in untergeordneten Diensten auf dem Anhalter Bahnhof eingesetzt. Anschließend fand sie bis 1910 Verwendung als Heizlokomotive in der Eisenbahn-Hauptwerkstatt Tempelhof, bis sie schließlich im Winter 1910/11 vermutlich auf Abbruch verkauft wurde.